# Kjell Bäckman

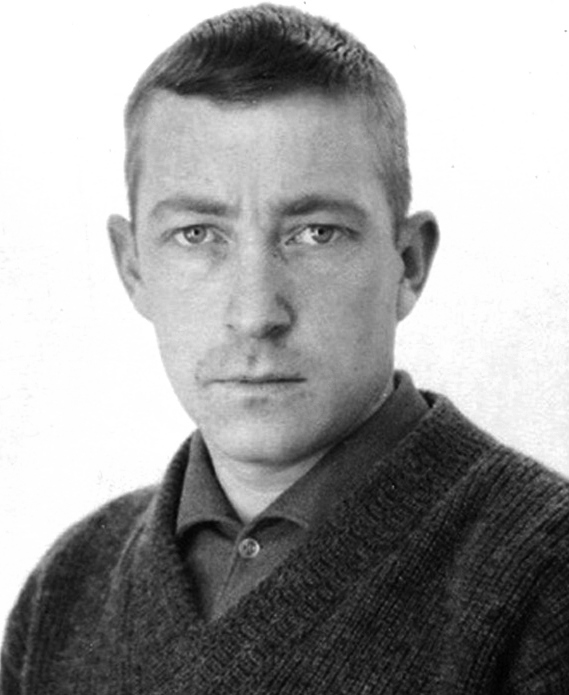
Kjell Bäckman

Kjell Hilding Bäckman (Göteborg, 21 februari 1934 – Göteborg, 9 januari 2019) was een Zweeds langebaanschaatser die in de periode 1954-1965 international actief was. Zijn kracht lag vooral op de 5000 en 10.000 meter.

## Loopbaan
Bij zijn enige deelname aan de Olympische Winterspelen, de editie van 1960 in Squaw Valley werd hij verrassend derde op de 10.000 meter achter de Noor Knut Johannesen en Viktor Kositsjkin uit de Sovjet-Unie.
Aan de Europese- en Wereldkampioenschappen nam hij elk drie keer deel. Alleen op de EK's van 1961 en 1963 nam hij deel aan de afsluitende vierde afstand.
Bij de nationale kampioenschappen won hij tweemaal goud op de 5000 meter (1959, 1961) en de 10.000 meter (1959 en 1960). Verder behaalde hij tweemaal zilver op de 5000 meter (1958 en 1960) en eenmaal op 10.000 meter (1958). Een bronzen plak behaalde hij op de 5000 meter in 1963. In het allroundklassement eindigde hij vanaf 1958 t/m 1964 op de plaatsen: 2, 4, 6, 7, 3, 4 en 8.
Bäckman overleed in 2019 op 84-jarige leeftijd.

## Persoonlijke records
| Afstand      | Tijd    | Datum            | Baan      |
| ------------ | ------- | ---------------- | --------- |
| 500 meter    | 44,3    | 23 februari 1963 | Karuizawa |
| 1000 meter   | 1.39,6  | 1 februari 1970  | Göteborg  |
| 1500 meter   | 2.15,4  | 26 januari 1964  | Inzell    |
| 3000 meter   | 4.46,2  | 9 januari 1965   | Hamar     |
| 5000 meter   | 7.52,0  | 25 januari 1964  | Inzell    |
| 10.000 meter | 16.10,5 | 26 januari 1964  | Inzell    |

## Resultaten
| Jaar | EK Allround | WK Allround | Olympische Spelen   |
| ---- | ----------- | ----------- | ------------------- |
| 1959 | NC31        | NC 40       |                     |
| 1960 |             |             | 12e 5000m · 10.000m |
| 1961 | 16e         |             |                     |
| 1963 | 15e         | NC35        |                     |
| 1965 |             | NC33        |                     |